# ソフトビジネスパーク島根
ソフトビジネスパーク島根（ソフトビジネスパークしまね）は、島根県松江市にある産業用地（ハイテクパーク）。

## 概要
島根県土地開発公社が事業主体となり、研究開発型企業のための企業団地として2001年10月に開設された。用地内には中核施設として島根県立産業高度化支援センター（テクノアークしまね）があり公設試験研究機関や産業支援を行う機関･団体の事務所が入居する他、インキュベーション施設などが整備されている。
情報システム業や製造業などの研究開発拠点、製造工場、コールセンターなどが進出している。用地内には島根県･土地開発公社の公募で2012年4月に保育所が開設されている。

## 沿革
- 2001年10月 - 「ソフトビジネスパーク島根」がオープン。
- 2012年4月 - 笑美保育所が開所[1]。

## 施設

### 教育･研究･産業支援機関
- 島根県立産業高度化支援センター（テクノアークしまね）
  - しまね産業振興財団
  - 島根県産業技術センター
  - しまね知的財産総合支援センター
  - 次世代技術研究開発センター
- 島根大学 地域未来協創本部 産学連携部門

### 立地企業
- アイ・コミュニケーション 本社
- 池田総合事務所
- 今井書店 R&Dセンター
- インターネットイニシアティブ　松江データセンターパーク
- MCセキュリティ 本社
- エブリプラン
- CMC Solutions 松江オフィス
- 島根県土質技術研究センター
- 島根自動機　北陵工場
- セコム山陰 本社
- 東洋ソーラー 本社
- 日立金属　ソリューション＆エンジニアリングセンター
- ヒューマンシステム　松江テクニカルセンター
- ベルシステム24　松江ソリューションセンター･スタボ松江
- I-PEX島根 本社･工場
- マシンテクノロジー本社
- 夢屋
- ワコムアイティ　本社

### その他
- 社会福祉法人湖朋会 笑美保育所

## アクセス

### 空港
- 出雲空港から車で約40分。
- 米子空港から車で約30分。

### 港湾
- 境港から車で30分。

### 鉄道
- 松江駅から車で約10分。

### バス
- 松江市交通局（松江市営バス）「ソフトビジネスパーク」下車。

### 高速道路
- 山陰自動車道松江中央インターチェンジから車で約10分。

## 周辺
- 島根大学
- 島根大学総合博物館アシカル
- 菅田庵 - 国の史跡および名勝
- 白鹿城 - 尼子氏と毛利氏の激戦の山城
- 真山城（新山城）